# Großes Kieneck
Das Große Kieneck ist ein 419 Meter hoher Berg im Pfälzerwald.

## Geographie

### Lage
Der Berg befindet sich im Norden der Gemarkung von Fischbach bei Kaiserslautern. An seinem Osthang befindet sich die Gemarkungsgrenze zur Stadt Bad Dürkheim, die zugleich die Grenze zwischen den Landkreisen Kaiserslautern und Bad Dürkheim bildet. Entlang seines Südhanges verläuft die Grenze zur Ortsgemeinde Frankenstein.
Östlich schließt sich das 449,4 Meter Krumme Eck an, nördlich die Büchelköpfe und westlich das Kleine Kieneck sowie der Große Hetzelkopf. An seinem Südhang entspringt der Glasbach. An seinem Osthang befindet sich der Sieben-Brunnen.

### Naturräumliche Zuordnung
1. Großregion 1. Ordnung: Schichtstufenland beiderseits des Oberrheingrabens
2. Großregion 2. Ordnung: Pfälzisch-Saarländisches Schichtstufenland
3. Großregion 3. Ordnung: Pfälzerwald
4. Region 4. Ordnung (Haupteinheit): Unterer Pfälzerwald
5. Region 5. Ordnung: Diemersteiner Wald

## Natur
An seinem Westhang befindet sich mit dem Fischerbrünnchen ein Naturdenkmal.

## Rittersteine
Am Großen Kieneck befinden sich mehrere Rittersteine, die an mehrere Schanzen, die während der Zeit des Ersten Koalitionskriegs am Berg angebracht waren, erinnern. Hinzu kommt am mittleren Osthang derjenige mit der Nummer 177, der die Aufschrift „Schmugglersdell“ trägt und auf ein häufig von Schmugglern frequentiertes Gebiet hinweist.

## Tourismus
Entlang seines Osthangs verläuft ein Wanderweg, der mit grün-blauem Balken markiert ist und der von Göllheim bis nach Eppenbrunn verläuft.